# Cámara digital
Una cámara digital es una cámara fotográfica que, en vez de captar y almacenar en película química como las cámaras  de película fotográfica, recurre a la fotografía digital para generar y almacenar imágenes. 
Las cámaras digitales modernas generalmente tienen varias funciones y contienen dispositivos capaces de grabar sonido y vídeo además de fotografía. Actualmente se venden más cámaras fotográficas digitales que cámaras con película.

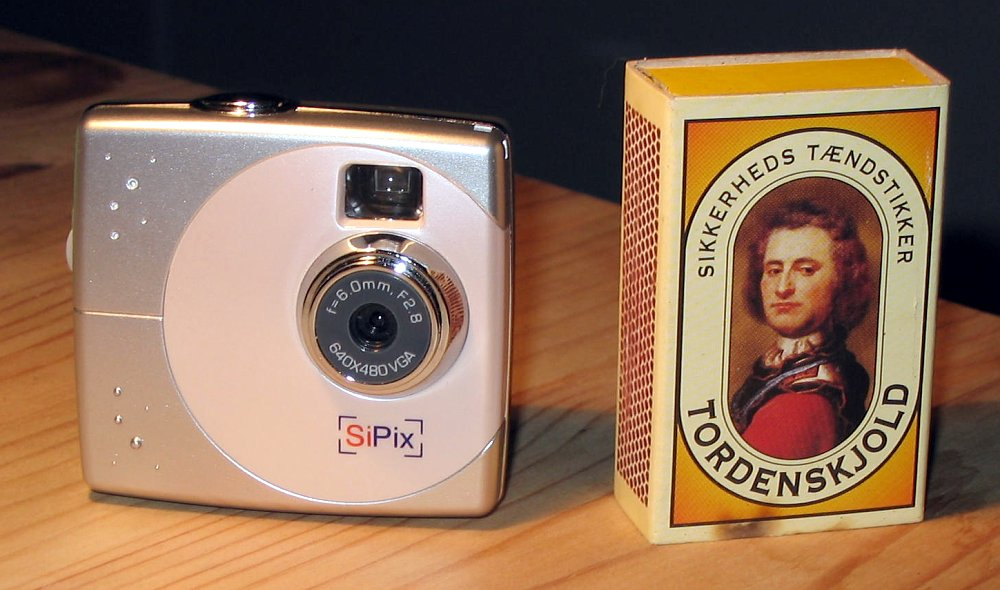
Una cámara digital SiPix junto a una caja de fósforos para mostrar la escala.

## Historia
Los conceptos de digitalizar imágenes en escáneres y convertir señales de vídeo a digital anteceden al concepto de tomar cuadros fijos digitalizando así señales de una matriz de elementos sensores discretos. Eugene F. Lally, del Jet Propulsion Laboratory, publicó la primera descripción de cómo producir fotos en un dominio digital usando un fotosensor en mosaico. El propósito era proporcionar información de navegación a los astronautas a bordo durante misiones espaciales. La matriz en mosaico registraba periódicamente fotos fijas de las localizaciones de estrellas y planetas durante el tránsito, y cuando se acercaba a un planeta proporcionaba información adicional de distancias para navegar y como guía para el aterrizaje. El concepto incluyó elementos de diseño que presagiaban la primera cámara fotográfica digital.                            
Texas Instruments diseñó una cámara fotográfica análoga sin película en 1972, pero no se sabe si fue finalmente construida. La primera cámara digital registrada fue desarrollada por la empresa Kodak, que encargó la construcción de un prototipo al ingeniero Steven J. Sasson en 1975. Esta cámara usaba los entonces nuevos sensores CCD desarrollados por Fairchild Semiconductor en 1973. Su trabajo dio como fruto una cámara de aproximadamente 4 kg, que hacía fotos en blanco y negro con una resolución de 0,01 megapíxeles. Utilizó los novedosos chips de estado sólido del CCD. La cámara fotográfica registraba las imágenes en una cinta de casete y tardó 23 segundos en capturar su primera imagen, en diciembre de 1975. Este prototipo de cámara fotográfica era un ejercicio técnico, no previsto para la producción. La primera cámara digital que logró ser producida fue la Cromemco Cyclops, que fue lanzada en 1975. La Cyclops tenía un sensor MOS con una resolución de 0,001 megapíxeles.

### Cámaras fotográficas electrónicas analógicas
Las cámaras fotográficas electrónicas portátiles, en el sentido de un dispositivo hecho para ser llevado y utilizado como una cámara fotográfica de película portátil, aparecieron en 1981 con la demostración de Sony Mavica (cámara de vídeo magnética). Este modelo no debe ser confundido con las cámaras fotográficas más modernas de Sony que también usan el nombre de Mavica. Esta era una cámara fotográfica analógica basada en la tecnología de televisión que grababa en un "disquete de vídeo" de una pulgada por dos. Esencialmente era una cámara de vídeo que registraba imágenes fijas, 50 por disco en modo de campo y 25 por disco en modo del marco. La calidad de la imagen era considerada igual a la de los televisores de la época.
Las cámaras fotográficas electrónicas analógicas no parecen haber alcanzado el mercado hasta 1986 con la Canon RC-701. Canon mostró este modelo en las Olimpiadas de 1984, imprimiendo las imágenes en periódicos. Varios factores retrasaron la adopción de cámaras fotográficas análogas: el costo (arriba de $20.000), calidad pobre de la imagen en comparación a la película, la carencia de impresoras de calidad. La captura e impresión de una imagen requirió originalmente el acceso a equipamiento tal como un framegrabber, que estaba más allá del alcance del consumidor medio. Los discos de vídeo tuvieron después varios dispositivos lectores disponibles para ver en una pantalla, pero nunca fueron estandardizados.    
Los primeros en adoptarlas fueron en general medios de comunicación, donde el coste fue superado por la utilidad y la capacidad de transmitir imágenes por líneas telefónicas. La calidad pobre fue compensada por la resolución baja de los medios gráficos en periódicos. Esta capacidad para transmitir imágenes sin recurrir a satélites fue útil durante las protestas de Tiananmen de 1989 y la primera guerra del Golfo en 1991.
La primera cámara fotográfica analógica para venta a consumidores pudo haber sido la Canon RC-250 Xapshot en 1988. Una cámara fotográfica analógica notable producida en el mismo año era la Nikon QV-1000C, que vendió aproximadamente 100 unidades y registraba imágenes en escalas de grises, y la calidad de impresión en periódico era igual a las cámaras fotográficas de película. En aspecto se asemejaba a una cámara fotográfica digital moderna réflex.

### La llegada de cámaras fotográficas completamente digitales
La primera cámara fotográfica completamente digital que registraba imágenes en un archivo de computadora fue la cámara Cyclops, introducida en 1975 por Cromemco. La cámara Cyclops utilizaba un sensor MOS y podía ser conectada a cualquier microcomputadora utilizando el Bus S-100. La primera cámara digital con almacenamiento interno fue el modelo DS-1P de Fuji, creada en 1988, que grababa en una tarjeta de memoria interna de 16 MB. Fuji mostró un prototipo del modelo DS-1P, pero esta cámara no fue lanzada al mercado. La primera cámara digital disponible para uso con la PC IBM y la computadora Macintosh fue la Dycam Model 1, lanzada en 1991, que también fue vendida con el nombre de Logitech Fotoman. Usaba un sensor CCD, grababa digitalmente las imágenes, y disponía de un cable de conexión para la descarga directa en la computadora.
En 1991, Kodak lanzó al mercado su modelo DCS-100, el primero de una larga línea de cámaras fotográficas profesionales SLR de Kodak que fueron basadas, en parte cámaras para película, a menudo de marca Nikon. Utilizaba un sensor de 1,3 megapixeles y se vendía en unos $13 000.    
La transición a formatos digitales fue ayudada por la formación de los primeros estándares JPEG y MPEG en 1988, que permitieron que los archivos de imagen y vídeo se comprimieran para su almacenamiento. La primera cámara fotográfica dirigida a consumidores con una pantalla de cristal líquido en la parte posterior fue la Casio QV-10 en 1995, y la primera cámara fotográfica en utilizar tarjetas de memoria CompactFlash fue la Kodak DC-25 en 1996.
El mercado para las cámaras fotográficas digitales dirigidas al consumidor estaba formado originalmente por cámaras fotográficas de baja resolución. En 1997 se ofrecieron las primeras cámaras fotográficas para consumidores de un megapixel. La primera cámara fotográfica que ofreció la capacidad de registrar clips de vídeo pudo haber sido la Ricoh RDC-1 en 1995.
En 1999 la Nikon D1, una cámara fotográfica de 2.74 megapixeles, fue una de las primeras SLR digitales, y la compañía se convirtió en un fabricante importante, con un costo inicial de menos de $6000, era asequible tanto para fotógrafos profesionales como para consumidores de alto perfil. Esta cámara fotográfica también utilizaba lentes Nikon F, lo que significaba que los fotógrafos podrían utilizar muchas de las mismas lentes que ya tenían para sus cámaras de película. 
En 2003 se presentó la Digital Rebel de Canon, también conocida como la 300D, una cámara fotográfica dirigida a consumidores de 6 megapixeles y la primera DSLR que tenía un costo inferior a $1000.
En 2008 se presentó en la Feria de Alemania, una cámara LEICA de medio formato con una resolución de 37 megapixeles.
En 2020 se dio a conocer el desarrollo de la cámara digital con mayor resolución]

## Resolución de imagen
La resolución de una cámara fotográfica digital está limitada por el sensor de la cámara  (generalmente un CCD o un Sensor CMOS) que responde a las señales de luz, sustituyendo el trabajo de la película en fotografía tradicional. El sensor se compone de millones de “cubos” que se cargan en respuesta a la luz. Generalmente, estos cubos responden solamente a una gama limitada de longitudes de onda ligeras, debido a un filtro del color sobre cada uno. Cada uno de estos cubos se llama un píxel, y se utiliza un algoritmo de mosaicismo e interpolación para unir la imagen de cada gama de longitud de onda por píxel en una imagen del RGB donde están las tres imágenes por píxel para representar un color completo.                       

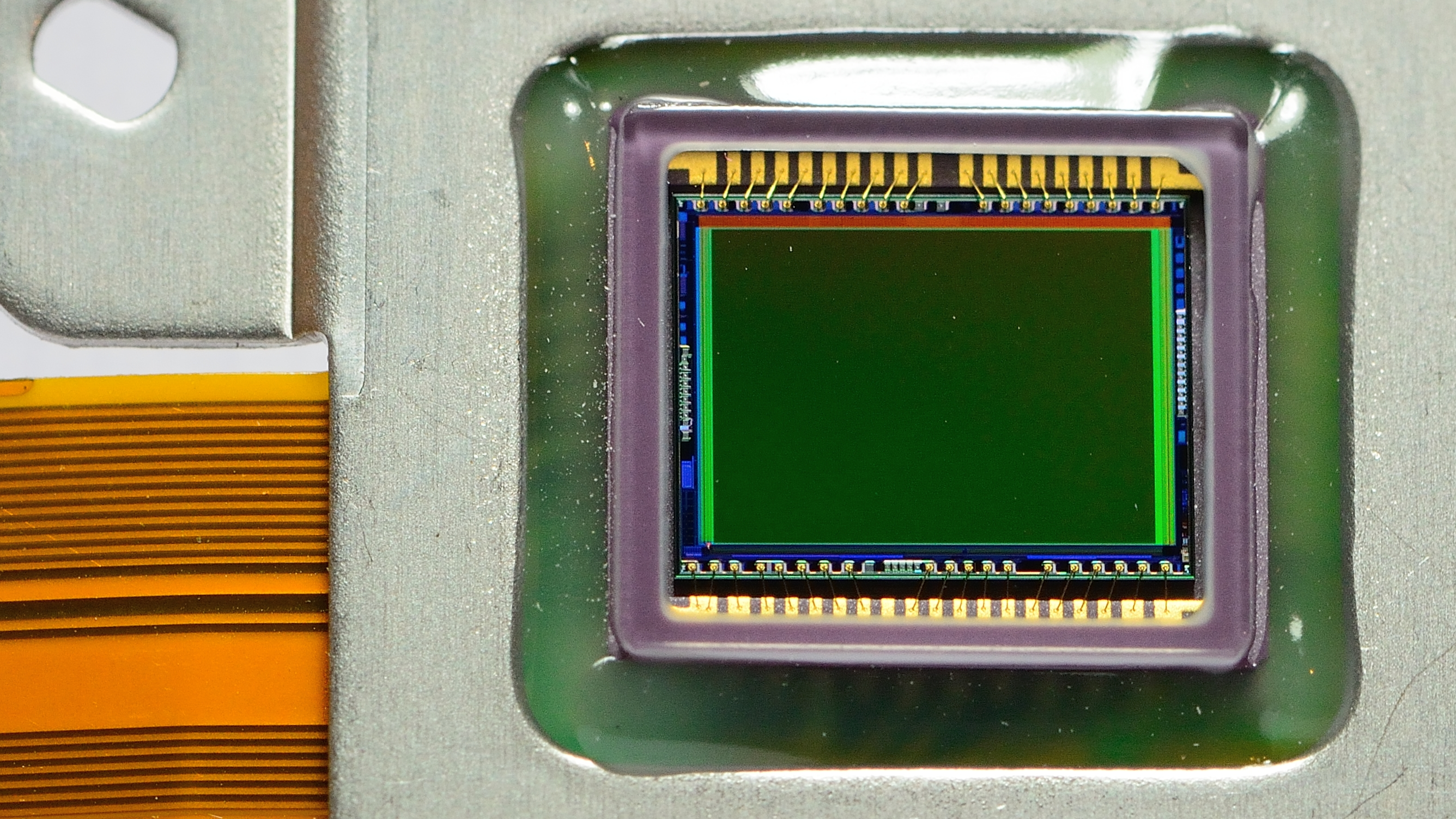
Sensor CCD Cámara Canon SX30 1/2.3" (6.17 x 4.55 mm)

Los dispositivos CCD transportan la carga a través del chip hasta un conversor analógico-digital. Este convierte el valor de cada uno de los píxeles en un valor digital midiendo la carga que le llega. Dependiendo del número de bits del conversor obtendremos una imagen con mayor o menor gama de color. Por ejemplo, si se utilizase un bit tendríamos valores de 0 y 1, y podríamos representar presencia o ausencia de luz, lo que supondría una imagen en blanco y negro puro.
Por otro lado, los aparatos CMOS contienen varios transistores en cada píxel. El proceso de conversión digital se produce en la propia estructura del sensor, por lo que no se necesita un conversor añadido. Su proceso de fabricación es más sencillo, y hace que las cámaras que utilizan esta tecnología resulten más baratas. 
La cantidad de píxeles resultante en la imagen determina su tamaño. Por ejemplo una imagen de 640 píxeles de ancho por 480 píxeles de alto tendrá 307,200 píxels, o aproximadamente 307 kilopíxeles; una imagen de 3872 píxeles de alto por 2592 píxeles de ancho tendrá 10.036.224 píxeles, o aproximadamente 10 megapíxeles.
Según la experiencia fotográfica de los profesionales en dicho campo afirman que una fotografía química realizada por una cámara compacta daría como resultado una fotografía de 30 megapíxeles.

## Calidad de la imagen
La cuenta de pixeles comúnmente es lo único que se muestra para indicar la resolución de una cámara fotográfica, pero esta es una idea falsa. Hay varios factores que afectan la calidad de un sensor. Algunos de estos factores incluyen, el tamaño del sensor, la calidad de la lente, la organización de los pixeles (por ejemplo, una cámara fotográfica monocromática sin un mosaico de filtro Bayer tiene una resolución más alta que una cámara fotográfica de color típica) y el rango dinámico del sensor. 
A muchas cámaras fotográficas compactas digitales se las crítica por tener demasiados pixeles en relación con el pequeño tamaño del sensor que incorporan.
El aumento de la densidad de pixeles disminuye la sensibilidad del sensor. Pues cada pixel es tan pequeño que recoge muy pocos fotones, y así para conservar la relación señal-ruido se deberá iluminar más el sensor. Esta disminución de la sensibilidad conduce a cuadros ruidosos, calidad pobre en sombras y generalmente a imágenes de pobre calidad si están escasamente iluminadas.

## Coste del pixel

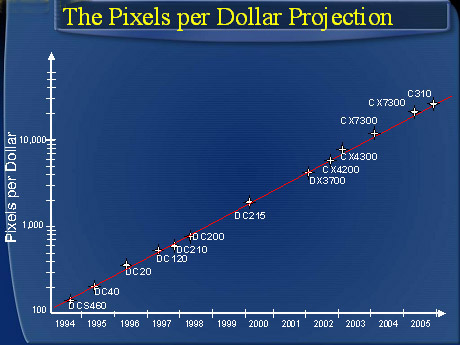
Proyección de pixeles por dólar.

A la vez que la tecnología ha ido mejorando, los costes han disminuido drásticamente. 
Midiendo el precio del pixel como medida básica de valor para una cámara fotográfica digital, ha habido un continuo y constante aumento del número de pixeles comprados por la misma cantidad de dinero en las cámaras fotográficas nuevas que concuerda con los principios de la ley de Moore. Esta previsibilidad de los precios de la cámara fotográfica primero fue presentada en 1998 en la conferencia australiana de PMA DIMA por Barry Hendy y designada la "Ley de Hendy".

## Métodos para capturar las imágenes

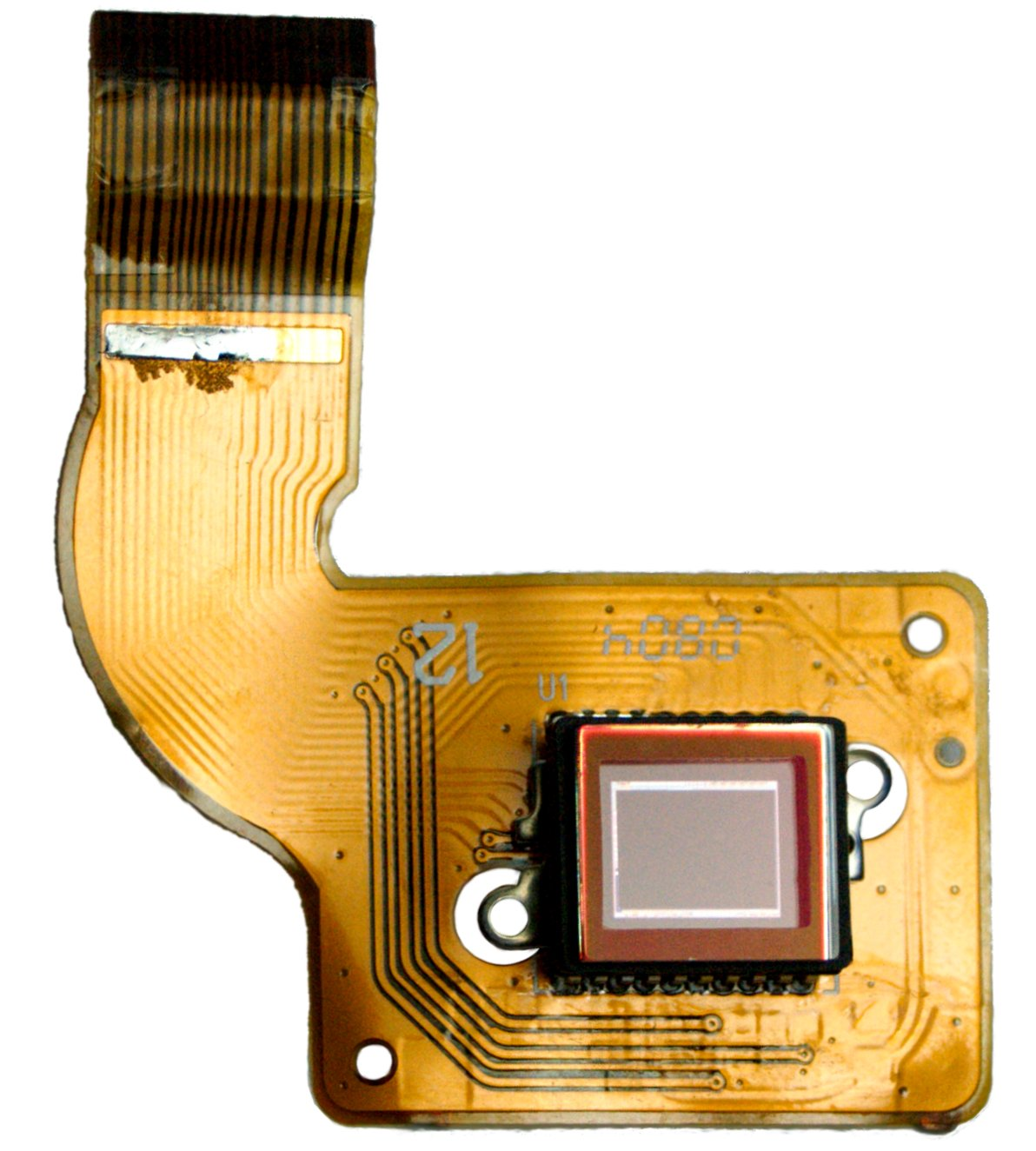
En el corazón de una cámara digital hay un sensor de imagen CCD.

Desde que las primeras cámaras digitales fueron introducidas al mercado, han existido tres métodos principales de capturar la imagen, según configuración de hardware del sensor y de los filtros de color.
El primer método se denomina de disparo único, en referencia al número de veces que el sensor de la cámara fotográfica se expone a la luz que pasa a través de la lente. Los sistemas de disparo único utilizan un CCD con un filtro de Bayer, o tres sensores de imagen independientes (uno para cada uno de los colores primarios aditivos: rojo, verde, y azul) que se exponen a la misma imagen mediante un sistema óptico de separación de imagen.
El segundo método se denomina de multidisparo, porque el sensor se expone a la imagen en una secuencia de tres o más aperturas del obturador de la lente. Hay varios métodos de aplicación de esta técnica. El más común era originalmente utilizar un único sensor de imagen con tres filtros (de nuevo rojo, verde y azul) colocados delante del sensor para obtener la información aditiva del color. Otro método de multidisparo utiliza un solo CCD con un filtro de Bayer pero mueve la posición física del sensor en el plano del foco de la lente para componer una imagen de más alta resolución que la que el CCD permitiría de otra manera. Una tercera versión combina los dos métodos sin un filtro de Bayer en el sensor.
El tercer método se llama exploración porque el sensor se mueve a través del plano focal como el sensor de un explorador (scanner) de escritorio. Sus sensores lineares o tri-lineares utilizan solamente una sola línea de fotosensores, o tres líneas para los tres colores. En algunos casos, la exploración es lograda rotando la cámara fotográfica entera; una cámara fotográfica con línea rotativa ofrece imágenes de resolución total muy alta.                                                     
La elección del método para una captura dada, por supuesto, es determinada en gran parte por el tema a ser fotografiado. Es generalmente inadecuado intentar fotografiar un tema que se mueva con cualquier cosa que no sea un sistema de disparo único. Sin embargo, con sistemas de exploración o multidisparo, se obtiene la más alta fidelidad de color y tamaños y resoluciones más grandes. Esto hace de estas técnicas más atractivas para fotógrafos comerciales que trabajan con fotografías de temas inmóviles en formato grande.                                         
Recientemente, las mejoras drásticas en cámaras fotográficas de disparo único y el procesamiento de archivos RAW de imagen han hecho de las cámaras fotográficas de disparo único, basadas en CCD casi totalmente predominantes en fotografía comercial, para no mencionar la fotografía digital en su totalidad. Las cámaras fotográficas de disparo único basadas en sensores CMOS suelen ser comunes.

## Mosaicos, interpolación, y aliasing del filtro

El arreglo Bayer de filtros de color un sensor de imagen.

En la mayoría de las cámaras fotográficas digitales del consumidor actual, un mosaico del filtro de Bayer se utiliza, conjuntamente con un filtro óptico del anti-aliasing para reducir el aliasing debido al muestreo reducido de las diversas imágenes del primario-color. Un algoritmo de interpolación cromática se utiliza para interpolar la información del color para crear un arsenal completo de datos de la imagen del RGB. Las cámaras fotográficas que utilizan un acercamiento monoestable 3CCD del viga-divisor, tres-filtro multi-tiro a acercamiento, o el sensor de Foveon X3 no utiliza los filtros del anti-aliasing, ni interpolación cromática.
El soporte lógico inalterable en la cámara fotográfica, o un software en un programa raw del convertidor tal como cámara fotográfica del adobe raw, interpreta las informaciones en bruto del sensor para obtener una imagen completa del color, porque el modelo del color del RGB requiere tres valores de la intensidad para cada pixel: uno por cada uno para el rojo, el verde, y el azul (otros modelos del color, cuando están utilizados, también requieren tres o más valores por el pixel). Un solo elemento del sensor no puede registrar simultáneamente estas tres intensidades, y así que un arsenal del filtro del color (CFA) se debe utilizar para filtrar selectivamente un color particular para cada pixel.
El patrón del filtro de Bayer es un patrón de repetición del mosaico 2×2 de filtros ligeros, con verde unos en las esquinas opuestas y rojo y el azul en las otras dos posiciones. La parte elevada de verde se aprovecha de características del sistema visual humano, que determina brillo sobre todo del verde y es más sensible lejano al brillo que a la tonalidad o a la saturación. Un patrón del filtro de 4 colores se utiliza a veces, implicando a menudo dos diversas tonalidades del verde. Esto proporciona un color potencialmente más exacto, pero requiere un proceso levemente más complicado de la interpolación.
Los valores de la intensidad del color no capturados para cada pixel pueden ser interpolados (o ser conjeturados) de los valores de los pixeles adyacentes que representan el color que es calculado.

## Conectividad
La mayor parte de las cámaras digitales se pueden conectar directamente a la computadora para transferir su información. Antiguamente las cámaras tenían que conectarse a través de un Puerto serial. El USB es el método más utilizado aunque algunas cámaras utilizan un puerto FireWire o Bluetooth. La mayor parte de las cámaras son reconocidas como un dispositivo de almacenamiento USB. Algunos modelos, por ejemplo la Kodak EasyShare One puede conectarse a la computadora vía red inalámbrica por el protocolo 802.11 (Wi-Fi).
Una alternativa común es el uso de un lector de tarjetas que pueda ser capaz de leer varios tipos de medios de almacenamiento, así como efectuar la transferencia de datos a la computadora a alta velocidad. El uso de un lector de tarjetas también evita que la batería de la cámara fotográfica se descargue durante el proceso de la transferencia directa, pues el dispositivo toma energía del puerto USB. 
Un lector de tarjetas externo permite un adecuado acceso directo a las imágenes en una colección de medios de almacenamiento. Pero si solamente funciona con una tarjeta de almacenamiento, puede ser incómodo el desplazamiento hacia adelante y hacia atrás entre la cámara fotográfica y el lector. Muchas cámaras fotográficas modernas ofrecen el estándar de PictBridge, que permite el envío de datos directamente a las impresoras sin la necesidad de una computadora.

## Integración
La tecnología actual permite la inclusión de cámaras digitales en varios aparatos de uso diario tales como teléfonos celulares. Otros dispositivos electrónicos pequeños (especialmente los utilizados para la comunicación) por ejemplo dispositivos PDA, computadoras portátiles y teléfonos inteligentes contienen a menudo cámaras fotográficas digitales integradas. Además, algunos camcorders digitales incorporan una cámara fotográfica digital.
Debido a la limitada capacidad de almacenamiento y al énfasis de la utilidad por sobre la calidad en estos dispositivos integrados la gran mayoría utiliza el formato JPEG para guardar las imágenes ya que su gran capacidad de compresión compensa la pequeña pérdida de calidad que provoca.

## Almacenamiento de imágenes

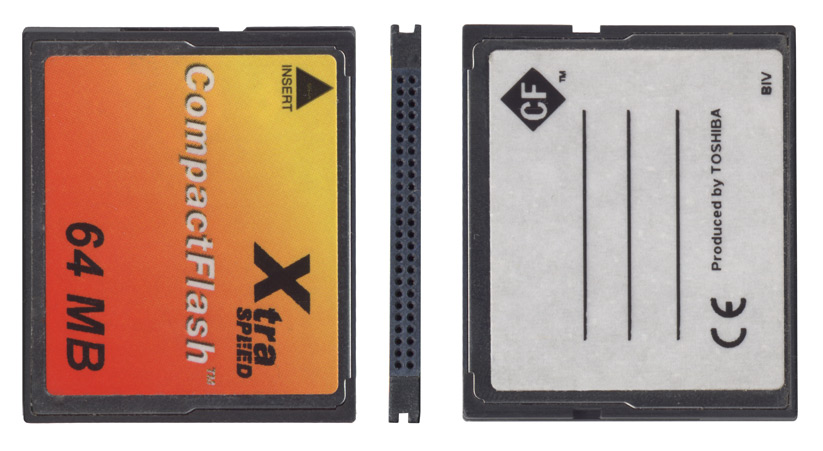
Tarjeta de memoria CompactFlash.

Las cámaras digitales de los teléfonos celulares o también las cámaras de bajo precio utilizan memoria incorporada o memoria flash. Son de uso común las tarjetas de memoria: CompactFlash (CF), Secure Digital (SD), xD y las tarjetas Memory Stick para las cámaras Sony. Anteriormente se utilizaba discos de 3 1/2" para el almacenamiento de imágenes.
Las fotos se almacenan en ficheros JPEG estándares o bien en formato TIFF o RAW para tener una mayor calidad de imagen pese al gran aumento de tamaño en el archivo.  Los archivos de video se almacenan comúnmente en formato AVI, DV, MPEG, MOV, WMV, etc.
Casi todas las cámaras digitales utilizan técnicas de compresión para aprovechar al máximo el espacio de almacenamiento. Las técnicas de compresión suelen aprovecharse de dos características comunes en las fotografías:
- los patrones: en una imagen es muy común encontrarse con zonas en las que aparece el mismo color (o la misma secuencia) repetido varias veces (por ejemplo, una pared blanca). Este tipo de áreas pueden codificarse de manera que el espacio de almacenamiento necesario para ellas disminuya. Este tipo de compresión no suele conseguir grandes porcentajes de disminución.
- la irrelevancia: igual que la codificación mp3 se aprovecha de la incapacidad del sistema auditivo para detectar ciertos sonidos (o la ausencia de estos), en las cámaras digitales se puede utilizar una compresión que consiste en eliminar información que la cámara ha captado, pero que el ojo humano va a ser incapaz de percibir.

## Tarjetas de memoria
- Tarjetas/Microdrives de CompactFlash: cámaras fotográficas típicamente más altas del profesional extremo. Los microdrives son discos duros reales en el factor de forma de CompactFlash. Los adaptadores permiten el uso de tarjetas SD en un dispositivo CompactFlash.
- Memory Stick: un tipo de memoria flash propietaria fabricada por Sony. La Memory Stick puede variar en 4 formas: la M2 se usa tanto en teléfonos celulares Sony Ericsson como en las cámaras digitales Sony; la PRODuo, la PRO y la Dúo. Algunas tarjetas Memory Sick pueden tener MagicGate.
- SD/MMC: una tarjeta de memoria flash de tamaño pequeño que está suplantando gradualmente CompactFlash. El límite original del almacenamiento era 2 GB, que está siendo suplantado por las tarjetas de 4 GB. Las tarjetas de 4 GB no se reconocen en todas las cámaras fotográficas pues una revisión fue hecha al estándar SD como SDHC (alta capacidad del SD). Las tarjetas también tienen que ser ajustadas a formato en el formato del archivo FAT32 mientras que muchas cámaras fotográficas más viejas utilizan FAT16 que tenga un límite de la partición de 2 GB.
- SD HDSC: Nuevo formato de SD ~4GB: solamente algunas cámaras nuevas son compatibles con este sistema; asegura una mayor velocidad en la transferencia de datos.
- Tarjeta de MiniSD: (un poco menos que la mitad) una tarjeta más pequeña usada en dispositivos tales como cámaras fotográficas en teléfonos móviles.
- Tarjeta MicroSD: aún más pequeño que mini SD (menos de un cuarto) versión de la tarjeta SD. Utilizado en teléfonos móviles que incorporan funciones como cámara fotográfica, MP3, etc.
- Tarjeta XD: creado por Fuji y Olympus en 2002, un formato más pequeño que una tarjeta SD.
- SmartMedia: Un formato ahora obsoleto que compitió con CompactFlash, y fue limitado a 128MB de capacidad. Una de las diferencias principales era que SmartMedia tenía el regulador de la memoria integrado en el dispositivo de lectura, mientras que en CompactFlash estaba en la tarjeta. La tarjeta de tipo xD fue desarrollada como reemplazo para SmartMedia.
- Memoria del punto de congelación: Una memoria flash serial del 2-4MB, usada en las cámaras fotográficas del gama baja de Mustek/Relisys Dimera.

## Baterías
Las cámaras fotográficas digitales tienen requisitos de alta energía, y en un cierto plazo el tamaño ha llegado a ser cada vez más pequeño, que ha dado lugar a una necesidad en curso de desarrollar una batería lo suficientemente pequeña para caber en la cámara pero capaz de accionarla por un tiempo razonable.                   
Esencialmente existen dos amplias divisiones en los tipos de baterías que las cámaras digitales usan.

### Baterías portátiles
El primero son las baterías que tienen un factor disponible establecido de la forma, lo más comúnmente posible baterías AA, CR2, o CR-V3, con las baterías del AAA en un puñado de cámaras fotográficas. Las baterías CR2 y CR-V3 son de litio, y previsto pero no reutilizable. También se ven comúnmente en camcorders. Las baterías del AA son más comunes lejano; sin embargo, los acumuladores alcalinos no recargables son capaces de proporcionar bastante energía para un muy corto plazo en la mayoría de las cámaras fotográficas. La mayoría de las baterías del hidruro de níquel del AA del uso de los consumidores (NiMH) (véase también los cargadores y las baterías) en lugar de otro, que proporcionan una cantidad adecuada de energía y son recargables. Las baterías de NIMH no proporcionan tanta energía como las baterías del ion del litio, y también tienden para descargar cuando no están utilizadas. Están disponibles en varios grados del amperio hora (amperio hora) o del milli-ampere-hour (mAh), que afecta cuánto tiempo le dura funcionando. Típicamente los modelos del consumidor del alcance medio y algunas cámaras fotográficas del extremo inferior utilizan las baterías disponibles; solamente cámaras fotográficas muy pocas de un DSLR los aceptan (por ejemplo, sigma SD10). Las baterías recargables del litio-ion RCR-V3 están también disponibles como alternativa para las baterías no recargables CR-V3.

## Dispositivos autónomos
Un dispositivo autónomo, tal como una impresora de PictBridge, funciona sin necesidad de una computadora. La cámara fotográfica conecta con la impresora, que entonces las transfiere directamente y las imprime. Los registradores de algún DVD y las televisiones pueden leer tarjetas de memoria. Varios tipos de lectores de tarjetas de destello también tienen una capacidad de la salida de la TV.

## Formatos
Los formatos más usados por las cámaras fotográficas digitales para almacenar imágenes son RAW, JPEG y TIFF.
Muchas cámaras fotográficas, especialmente las cámaras profesionales o DSLR, permiten descargar el formato RAW (crudo). Una imagen RAW está formada por el conjunto de pixeles sin procesar (ni siquiera la interpolación de color que requiere el filtro de Bayer) obtenidos directamente del sensor de la cámara fotográfica. A menudo se utilizan los formatos propietarios de cada fabricante, tales como NEF para Nikon, CRW o CR2 para Canon, y MRW para Minolta, cuyas especificaciones no son conocidas. La firma Adobe Systems lanzó el formato DNG, un formato de imagen raw libre de derechos que ha sido adoptado por algunos fabricantes.
Los archivos raw debían ser procesados ("revelados") en programas de edición de imagen especializados pero con el tiempo los programas más usados, como Picasa de Google, agregaron el soporte para poder editarlos. Editar imágenes en formato raw permite una mayor flexibilidad en ajustes tales como modificar el balance de blancos, compensar la exposición y cambiar la temperatura de color, porque tiene los datos de color sin interpolar, y además poseen mayor profundidad de color que 8 bits por canal: dependiendo del fabricante pueden ser 10, 12, 14 o hasta 16 bits por canal. Esencialmente el formato raw permite al fotógrafo hacer ajustes importantes sin pérdida de calidad de imagen que de otra manera implicarían volver a tomar la fotografía.
Los formatos para video son AVI, DV, MPEG, MOV (a menudo con el motion JPEG), WMV, y ASF (básicamente iguales que WMV). Los formatos recientes incluyen MP4, que se basa en el formato de QuickTime y utiliza nuevos algoritmos de compresión para dar un plazo de tiempos de grabación más largos en el mismo espacio.
Otros formatos que se utilizan en las cámaras fotográficas pero no en las fotos son el DCF, una especificación ISO para la estructura y la asignación de nombres de archivo interna de la cámara fotográfica, DPOF que indica cuantas copias se deben imprimir y en que orden y el formato Exif, que utiliza etiquetas de metadatos para documentar los ajustes de la cámara fotográfica y la fecha y la hora en la que fueron obtenidas las fotografías.